# 김민수 (1979년 8월)
김민수(1979년 8월 1일 ~ )은 전 KBO 리그 삼성 라이온즈의 투수이다.

### 삼성 라이온즈시절
2002년에 입단하였다.

## 출신 학교
- 휘문고등학교
- 건국대학교